# Oncioderes obliqua
Oncioderes obliqua es una especie de escarabajo longicornio del género Oncioderes, tribu Onciderini, orden Coleoptera. Fue descrita por Galileo, Martins & Santos-Silva en 2015.

## Descripción
Mide 15,5 mm de longitud.

## Distribución
Se distribuye por América del Sur: Brasil.